# Gymnasium Adolfinum Moers
Das Gymnasium Adolfinum (kürzer: Adolfinum) befindet sich in der Innenstadt von Moers in Nordrhein-Westfalen und hat derzeit 1174 Schülerinnen und Schüler. Die Schwerpunkte des 1582 als schola illustris gegründeten, vormals altsprachlichen Gymnasiums sind alt- und neusprachliche Fremdsprachen und der mathematisch-naturwissenschaftliche Bereich.

## Schulprogramm
Das Schulprogramm des Adolfinum wurde in den Jahren 1999 bis 2001 erarbeitet und 2007/08 einer Revision unterzogen. Das neue Schulprogramm hat einen modularen Aufbau (Leitsätze, Individualisierung, Einzelkonzepte).
In ihm wird die Ausrichtung der Schule auf Fremdsprachen unter Berücksichtigung der Tradition eines humanistischen, altsprachlichen Gymnasiums und zurückgehend auf den Schwerpunkt des ehemals integrierten Aufbaugymnasiums auf Naturwissenschaften als Bildungsanforderung einer auf die modernen Ansprüche eines zeitgemäßen Unterrichts ausgerichteten Schule festgelegt.
Neben den üblichen Leitsätzen zur Bildung und pädagogischen Erziehung ist die Förderung besonders begabter Schüler ein Kernelement. Hier wird in einem Erweiterungsprojekt für ausgewählte Schüler der Sekundarstufe I Betreuung bei der Bearbeitung ergänzender, teilweise parallel zum Unterricht durchgeführter Projekte angeboten. Schüler der Sekundarstufe II erhalten die Möglichkeit, parallel zum Unterricht Vorlesungen an der Universität zu besuchen. Bei diesem Projekt arbeitete die Schule mit dem Projekt für Begabtenförderung der Universität Nimwegen, dem Stedelijk Gymnasium Nimwegen und der regionalen Schulberatungsstelle in Duisburg zusammen. In der Jahrgangsstufe 5 wurde eine besondere Freiarbeitsklasse nach Maria Montessori eingerichtet, die jeweils bis in die Jahrgangsstufe 8 fortgeführt wird.
Das Schulprogramm und die pädagogischen Konzeptionen werden in Arbeitskreisen fortgeschrieben. Es bestehen Arbeitskreise zu den Themen Schulprogramm, Schulentwicklung, Oberstufe, Mittelstufe, Multimedia, Begabtenförderung, Freiarbeit und Latein plus. In die vom Lehrerkollegium getragenen Arbeitskreise werden auch Schüler und Eltern eingebunden. Insbesondere zu Fragen der Begabungsförderung wurden Kontakte zum Gymnasium Nimwegen genutzt.

## Denkmal für ehemalige jüdische Schüler

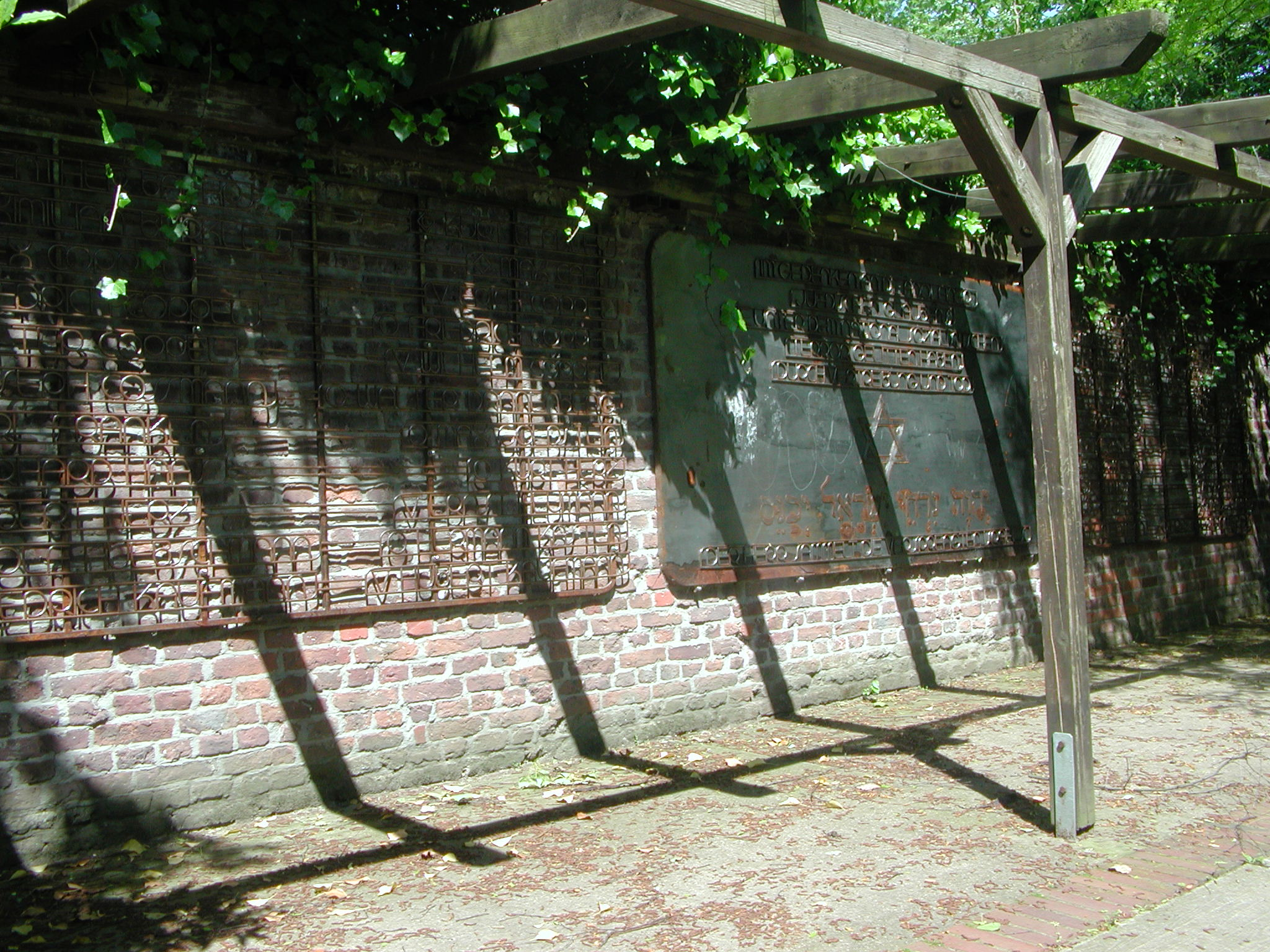
Erinnerungstafel für die ehemaligen jüdischen Schüler des Adolfinum (Gesamtansicht)

Seit Mitte der 1990er Jahre gab es Anstöße seitens der damaligen Schulleitung, in einer besonderen Form der ehemaligen jüdischen Schüler des Adolfinums, von denen der letzte 1939 von der Schule verwiesen wurde, zu gedenken. Aus Anlass seines 75-jährigen Bestehens gab der Verein ehemaliger Adolfiner (VeA) im Jahre 1998 eine Schrift „Gymnasium Adolfinum 1988–1998“ heraus. In einem Aufsatz „Jüdische Schüler am Adolfinum in der Zeit von 1900–1939“ (s. Literaturverzeichnis) waren darin die Namen von 45 Schülern aufgeführt, die anhand der glücklicherweise erhaltenen Schülerkartei mit der Religionszugehörigkeit „israelitisch“ ermittelt werden konnten. In mehreren Projekttage-Arbeitsgruppen und in einem internationalen Geschichtsunterrichtsprojekt mit Schülern der Jahrgangsstufe 12 wurde im Jahr 1999 die Schulgeschichte zur NS-Zeit aufgearbeitet und dokumentiert.
Als Ergebnis dieser Arbeit entstand zuletzt eine Gedenktafel für die jüdischen Schüler, die in einer Schulfeier am 27. November 2000 in Anwesenheit von Vertretern der oberen Schulbehörde und des 2006 verstorbenen Präsidenten des Zentralrats der Juden in Deutschland, Paul Spiegel, auf dem Gelände des Schulhofes als Mahnmal feierlich enthüllt wurde. Paul Spiegel betonte in seiner Rede: „Nicht wir Juden benötigen dieses Denkmal, sondern Sie als Schulgemeinschaft, um die Erinnerung an den Holocaust dauerhaft wach zu halten.“
Die Auseinandersetzung mit dem Holocaust ist auch weiterhin ein wichtiges Thema der Schulgemeinschaft, zu dem auf Initiative einzelner Lehrer und Schüler verschiedene Projekte bestehen. Unter anderem besuchten 98 Schüler der Jahrgangsstufe 10 im Juni 2010 erstmals für eine Woche das ehemalige KZ Auschwitz. Die einwöchige „Polenfahrt“ nach Auschwitz und Krakau wird seitdem am Ende eines jeden Schuljahres mit der gesamten Jahrgangsstufe 10 durchgeführt. Schüler früherer Fahrten, zum Teil schon Studenten, unterstützen als ausgebildete Teamer die begleitenden Lehrer des jeweiligen Jahrgangs und begleiten die Schüler bei ihrer Erinnerungs- und Trauerarbeit.

## Auslandskontakte
Im Rahmen des Französischunterrichts fahren interessierte Schüler der 9. Klasse in die Moerser Partnerstadt Bapaume, die sich im Département Pas-de-Calais befindet. Besonders gefördert werden individuelle Auslandsaufenthalte, die meistens in der Jahrgangsstufe 11 über einen Zeitraum bis zu einem Jahr wahrgenommen werden. Im Jahre 2010 begann eine Schulpartnerschaft mit dem Lycée François Couperin in Fontainebleau.
Die Schule beteiligte sich in den zurückliegenden Jahren am Comenius-Programm, das von der EU wegen der internationalen Schulzusammenarbeit gefördert wird. Die schulformübergreifenden Einzelprojekte und gegenseitigen Besuche durch Lehrerdelegationen erfolgten mit Partnerschulen in Madrid (Collegio-Vilcavaro-Grundschule), in Iași (Colegiul-National-Gymnasium, im Norden Rumäniens gelegen) und in Eger (Szilágyi Erzsébet Gimnázium – Ungarn).

## Arbeitsgemeinschaften
Traditionell wird am Adolfinum ergänzend zum regulären Unterricht eine Vielzahl von Arbeitsgemeinschaften angeboten. Im Schuljahr 2013/14 bestehen Arbeitsgemeinschaften in folgenden Bereichen:
- Künstlerischer Bereich: Bläsergruppe; Schulband; Unter-, Mittel- und Oberstufenchöre; Vororchester „Adolfonium“; Theater-AG (seit mehr als zehn Jahren besteht ein Kooperationsvertrag mit dem Schlosstheater Moers)
- Mathematisch-naturwissenschaftlicher Bereich: Chemie-AG; Science-teaching-AG (stAG); „Olympinum“ für junge Forscher; Roboter-Workshop; EMR-Team (Engineering and Mathematical Research)
- Gesellschaftswissenschaften: Online-Zeitungs-AG („viewpoint@GAM“)
- Sport: Fußball; Volleyball
- Bootsbau-AG
- Website-/WikiFinum-AG
- M.U.T.-AG (Einsatz für Menschenrechte und Toleranz)
- Aus einem Projekt der Projekttage 2006 entstand der Schulsanitätsdienst (SSD). Er besteht aus einer Gruppe von Schülern der Jahrgangsstufen 8 bis 12, die während der morgendlichen Schulzeit oder bei Sonderveranstaltungen verletzte Mitschüler betreuen und Erste Hilfe leisten.

## Freunde und Förderer der Schule
Bereits im 17. Jahrhundert haben die Moerser Bürger mit Schenkungen zum Bestand und zur Ausstattung des Adolfinum in wesentlichem Umfang beigetragen. Herausragend ist die Peter-Hartzingh-Stiftung von 1680, die auch noch nach einer sehr wechselvollen Geschichte der Schule im Jahr 2000 ein Vermögen von ca. 20.000 € und einiges Grundvermögen aufwies.
Seit 1921 gibt es den Verein ehemaliger Adolfiner e. V., der neben einer Kommunikation der Ehemaligen untereinander auch die Förderung des Schulbetriebs zum Gegenstand hat. Die Eltern der Schüler sind vor allem in der Gesellschaft der Freunde und Förderer des Gymnasium Adolfinum e. V. aktiv. Die Vereine ermöglichen insbesondere eine gute Ausstattung der Schule im Bereich Multimedia und Internet (u. a. Selbstlernzentrum), aber auch mit musikalischen und naturwissenschaftlichen Geräten. Der Förderverein verwaltet auch das Vermögen der Wilhelmine-Heiming-Stiftung, in die eine ehemalige Lehrerin fast ihr gesamtes Vermögen eingebracht hat.
Wegen des teilweise eingeführten Ganztagsbetriebs zu Beginn des Schuljahres 2008/09 wurde die Schulkantine für die Bereitstellung von kalten und warmen Speisen an einen kommerziellen Caterer verpachtet. Bis dahin bot der von engagierten Eltern gegründete „Cafeteria-Verein des Gymnasium Adolfinum e. V.“ regelmäßig ein gesundes Pausenfrühstück an sowie Buffets bei Elternsprechtagen und anderen Schulveranstaltungen wie Theateraufführungen. Der Cafeteria-Verein wird als „Elternverein des Gymnasium Adolfinum e. V.“ fortgeführt und sorgt für Bewirtungen außerhalb des Caterer-Angebots.

## Geschichte

### Die Gründung

Graf Adolf zu Neuenahr und Moers

Die Entstehung des Adolfinum geht auf den Grafen Hermann von Neuenahr-Moers (1520–1578) zurück, der in der Grafschaft seit 1560 die Einführung der Reformation betrieben hatte. Nach längeren Auseinandersetzungen hatte er 1573 das Moerser Karmeliterkloster aufgelöst und suchte danach eine rechtliche Begründung zur Vereinnahmung des Klostervermögens, um gegenüber dem Kölner Erzbischof und dem Ordensprovinzial der Karmeliter zumindest eine formale Grundlage zur Abweisung von Regressansprüchen zu haben. Hierzu suchte er den Rat des 1572 vom Landfermann-Gymnasium in Duisburg nach Homberg in die Moerser Grafschaft gewechselten Gelehrten Heinrich Castritius Geldorp. Er beauftragte Geldorp kurz vor seinem Tod (4. Dezember 1578), ein Gutachten zu erstellen, in dem sowohl die Frage der Auflösung des Mönchsvermögens als auch die Gründung einer schola illustris behandelt wurden. Zur Berichterstattung an Graf Hermann kam es aber nicht mehr. Dessen Schwager und Erbe, Graf Adolf, forderte dann 1579 die Übergabe des wohl weitgehend fertigen Gutachtens, das so für Graf Hermann ausgestellt und nur in einem Zusatz an Adolf gerichtet war.

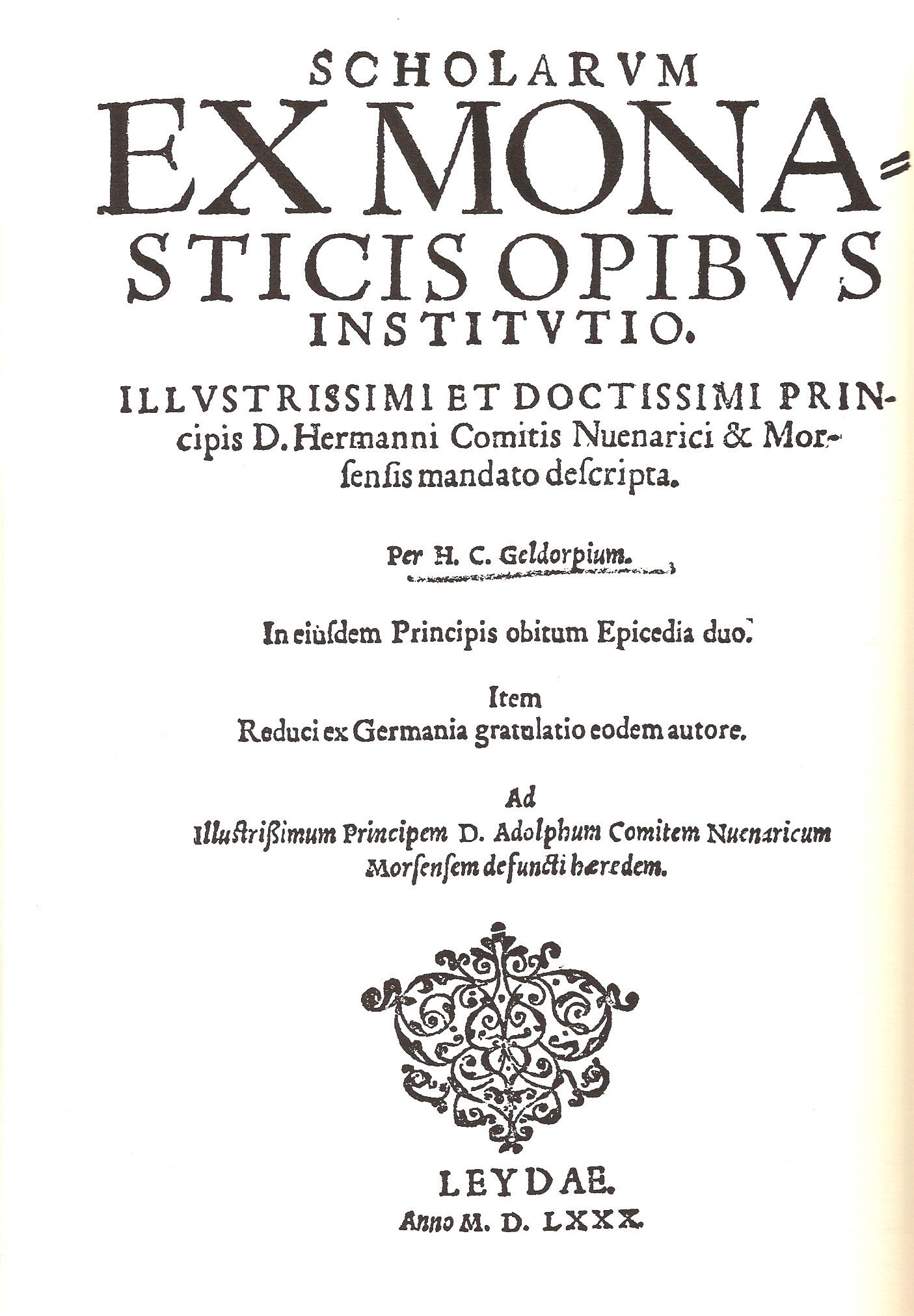
Deckblatt des Gutachtens zur Errichtung des Adolfinum von 1580

Geldorp führte in dem lateinisch verfassten Gutachten aus, dass der Moerser Graf Friedrich bei Errichtung des Klosters 1446 die Auflage einer wahren christlichen Lebensführung gemacht hatte. Ansonsten sollte das Vermögen an die Grafen zurückfallen. Da es nun im Kloster zu Auseinandersetzungen über die protestantischen Lehren gekommen sei, hätten die Mönche ihr Asylum zerstört und der Graf habe das Recht, das Vermögen wieder zurückzunehmen. Dies umso mehr als das Vermögen ja nicht zum Eigennutze eingezogen werde, sondern zum Wohl des Gemeinwesens, nämlich zur Gründung einer Schule. So müssten als Lehrer geeignete Diener der Kirche herangezogen werden und die bisherigen Einnahmen des Klosters aus Hochzeiten, Taufen und Beerdigungen sollten für die Schule verwendet werden. Denn die Einrichtung einer Schule gehöre zur Pflicht einer jeden Obrigkeit, die so ihre Pflicht zur zeitgemäßen Verkündigung des Evangeliums auch gegenüber den Bedürftigen (pauperes), hier den Bürgern, erfülle.
Die Gründungsurkunde, Matrikel und die ersten Schulgesetze des Adolfinums sind – vermutlich während des Stadtbrandes von 1605 – verlorengegangen. Seit 1574 gab es eine Lateinschule im calvinistischen Geist, die bereits in den Räumen des ehemaligen Klosters untergebracht war. Hier sollten die begabten Jungen in der Grafschaft Moers u. a. die biblischen Sprachen lernen. Noch heute bietet die Schule neben Latein und Griechisch auch Hebräisch als Fremdsprache an. Die Lateinschule umfasste fünf Klassen. Die Einrichtung der zweiklassigen Oberstufe und damit der Beginn der schola illustris im Jahr 1582 ist belegt durch die Anstellung von Johannes Sniekelius Reidanus, einem Doktor der Jurisprudenz, als Rektor und mit Johannes Piscator als Konrektor sogar einem Professor der Philosophie. Diese hielten Vorlesungen zur Vorbereitung auf die Universität. Themen waren formale Logik, Reden Ciceros und die Auslegung des Römerbriefs durch Piscator. Die beiden erfahrenen und prominenten Pädagogen verließen jedoch wegen der Unruhen durch den Truchsessischen Krieg die Stadt schon 1584/1585.

### Niederländische Blütezeit
Von 1586 bis 1597 wurde die Stadt Moers während des Achtzigjährigen Kriegs durch Spanien besetzt, der Schulbetrieb wurde eingestellt und erst nach der Einnahme der Stadt 1601 durch die Niederländer im Jahre 1603 wieder aufgenommen. Es ist jedoch fraglich, ob das gleich wieder in Form einer Lateinschule geschah.

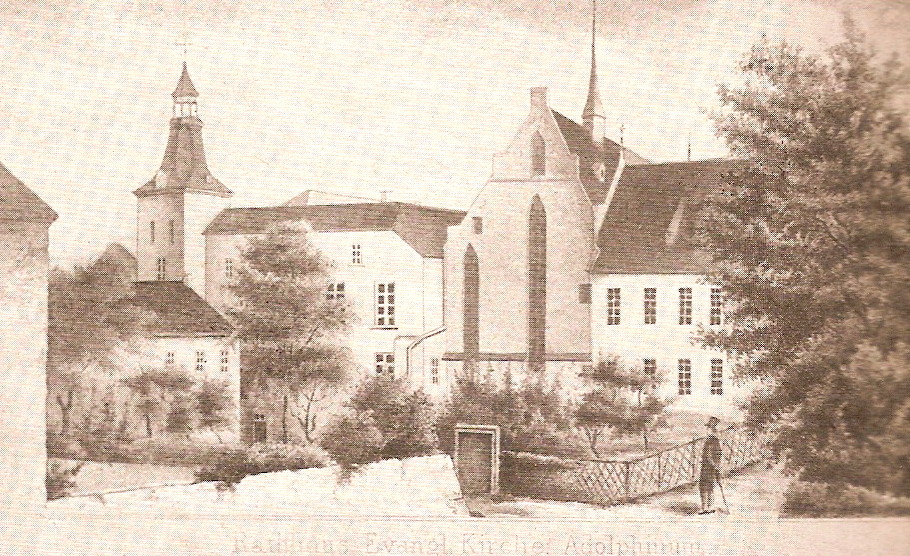
Stadtansicht von Moers mit Rathaus, Stadtkirche und Adolfinum um 1850

Zunächst gab es erneut Konflikte mit den Karmelitern, die in der spanischen Zeit wieder vom Kloster Besitz ergriffen hatten. Moritz von Oranien setzte 1603 zwar wieder die evangelische Kirchenordnung Graf Hermanns aus dem Jahr 1560 in Kraft, wollte sich aber mit den Karmelitern gütlich einigen. So kam es am 16. April 1614 mit Genehmigung des Papstes zum Ankauf des Klosters nebst zugehöriger Ländereien für 22.000 Gulden. Die Schule lag in den Händen der Stadt und die Bürger förderten den Betrieb im 17. Jahrhundert durch Spenden im erheblichen Umfang. Hierüber berichtet ein noch erhaltenes „Fundationsbüchlein der zu Moers zu Ehren Gottes angefangenen Schulen“. Vor allem im Jahr 1634 wurde durch eine besondere Sammlung soviel Geld zusammengebracht, dass die schola illustris wieder voll funktionsfähig war, ja sogar kein Schulgeld zur Finanzierung erhoben werden musste und einige Stipendien verteilt werden konnten. Zur finanziellen Stabilität trug auch die von Prinz Friedrich Heinrich von Nassau-Oranien eingerichtete jährliche Unterstützung von 500 Gulden bei.
Das Jahr 1634 war für die Schule auch deshalb von Bedeutung, weil auf Veranlassung der Niederländer eine grundlegende Schulsatzung geschaffen wurde. Oberstes Leitungsgremium war der „senatus scholasticus“ dem der jeweilige Statthalter, der Stadtmagistrat (sofern evangelisch), die Geistlichen, die Professoren und der Rektor angehörten. Die laufenden Geschäfte führten alle zwei Jahre neu zu wählende Scholarchen. Themen der Oberstufe waren Institutionen des römischen Rechts, theoretische Philosophie, Mathematik und Physik, praktische Philosophie bestehend aus Ethik, Politik und Ökonomik sowie Logik und höhere Beredsamkeit. Einer der Professoren dieser Zeit war Wiricus Scriba, der in Moers Physik und Hebräisch unterrichtete, und der bei der Gründung der Universität Duisburg dort eine Professur für Medizin und morgenländische Sprachen erhielt.
Der Unterricht am Gymnasium dieser Zeit war fast ausschließlich auf die alten Sprachen Latein, Griechisch und Hebräisch ausgerichtet. Allein Latein nahm einen Umfang von 30 Wochenstunden ein, so dass für den sonstigen Stoff nur wenig Raum blieb. Ursache dieser Verteilung war, dass man das Gymnasium ganz überwiegend als Vorstufe in der Ausbildung von Pfarrern betrachtete.
Ein erfreuliches Ereignis mit besonderer Wirkung auch für die Folgezeit war die formell auch noch heute existierende Stiftung des ehemaligen Moerser Schülers und braunschweigisch-lüneburgischen Bergrates zu Clausthal, Peter Hartzingh, vom 20. April 1680, in der dieser die Hälfte seines Vermögens, überwiegend bestehend in Kuxen, in die sogenannte Hartzingh-Klausthalsche Stiftung einbrachte. Zweck dieser Stiftung war es, mittellosen evangelischen Kindern der Stadt den Besuch der Schule zu ermöglichen und ihnen, sofern sie studierfähig waren, auch noch ein „Stück Geld“ zukommen zu lassen. Von diesem Stiftungsvermögen profitierten viele Schüler bis ins 20. Jahrhundert.

### Rückstufung und Finanzprobleme unter Preußen

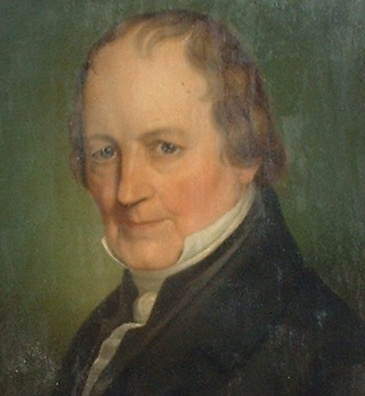
Friedrich Adolf Krummacher, Porträt von Wilhelm von Kügelgen

Auch für die Schule bedeutet der Übergang der Grafschaft Moers im Jahr 1702 im Wege der Erbfolge an Preußen einen grundlegenden Einschnitt. Obwohl die Situation rechtlich eindeutig war, weigerten sich die Niederländer, die Stadt freizugeben, so dass für zehn Jahre ein Interregnum entstand, in dem der jährliche Zuschuss von 500 Gulden entfiel. Preußen ordnete Moers 1724 verwaltungsmäßig der Kriegs- und Domänenkammer in Kleve unter. Verschiedene Eingaben zeigen, dass Berlin sich nur wenig um die weit entfernte Schule kümmerte. Hatte die Schule im 18. Jahrhundert noch durchschnittlich 15 bis 16 Zugänge pro Jahrgang, war die Zahl nunmehr halbiert. Während des Siebenjährigen Krieges wurde Moers 1757 von Franzosen besetzt und die Schule zur Scheune. Nach einem kurzen Aufblühen fiel die Stadt 1794 wieder in französische Hände. Die Schule wurde erneut zweckentfremdet. Der Schulleiter Friedrich Adolf Krummacher klagte: „Aktus und Examina konnten nicht gehalten werden, weil das Gymnasium in eine Militärscheune verwandelt ist, und weil die Vorgesetzten der Stadt und des Gymnasiums weder deutsch, noch griechisch noch lateinisch verstehen, sich auch im Geringsten um das Gymnasium und die Schulen kümmern“. Neben Krummacher, der 1801 als Theologe nach Duisburg an die Universität wechselte, verließen auch fast alle externen Schüler die Schule, so dass ein wesentliches Fundament für die Einnahmen fehlte. Wenigstens zwei altgediente Lehrer blieben und hielten zumindest die Lateinschule aufrecht.
Nach dem Wiener Kongress 1815 kam Moers wieder an Preußen. Nach den Stein-Hardenbergischen Reformen und der Bildungsreform Humboldts veränderte sich die preußische Schullandschaft. Der Antrag von Moers, wieder ein Gymnasium einzurichten, wurde zugunsten Duisburgs abgelehnt, wo die Universität geschlossen worden war. Das Adolfinum erhielt stattdessen 1821 den Status eines Progymnasium. Dies bedeutet, dass nur noch bis zur Sekunda ausgebildet wurde und die Schüler danach für den Übergang zur Universität ein Vollgymnasium besuchen mussten. Insbesondere der Besuch auswärtiger Schüler, für die diese Lösung wenig attraktiv war, nahm nicht mehr den Umfang früherer Zeiten an. Damit war der Schule ein wesentlicher Teil ihrer Finanzierung entzogen. Die ländliche Bevölkerung von Moers wie auch die Handwerker und Kaufleute hatten darüber hinaus eher ein Interesse daran, die Schule in eine höhere Stadtschule umzuwandeln, in der die immer mehr modern werdenden „Realwissenschaften“ sowie Englisch bevorzugt unterrichtet wurden. Die Schulleitung versuchte dem Rechnung zu tragen, indem sie vor der Sekunda die Schüler wählen ließ, ob sie studieren oder nach der Schule einen praktischen Beruf ergreifen wollten. Für diese Schüler wurden in der Sekunda in höherem Maße moderne Sprachen (Englisch und Französisch) sowie Naturwissenschaften unterrichtet. 1828 kam es zu einem Versuch, das Progymnasium mit einer Elementarschule zu integrieren. Als hierdurch der Status des Progymnasiums in Gefahr geriet, wurde der Zusammenschluss bereits 1833 wieder aufgegeben.
Im Jahre 1820 war das Lehrerseminar in Moers durch Adolph Diesterweg begründet worden. Dieser war von 1822 bis 1824 auch in Nebentätigkeit als Lehrer am Adolfinum tätig. Nachdem Diesterweg aufgrund des schnell wachsenden Seminars selbst keine Zeit mehr hatte, war aber laufend ein Lehrer des Seminars auch am Progymnasium tätig. Im Gegenzug wurde am Seminar der Religionsunterricht wie auch der Musikunterricht teilweise durch Lehrer des Adolfinums abgehalten.

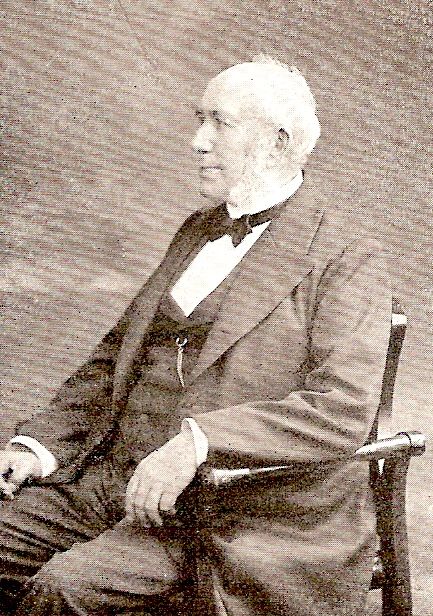
Oskar Jäger, Rektor des Adolfinum 1862–1865

Für Preußen war das Adolfinum eine städtische Angelegenheit, so dass dieses über keine staatlichen Mittel zu seiner Finanzierung verfügte. Ohne die Hartzingh-Klaustalsche-Stiftung, aus der zumindest das Gehalt des Rektors finanziert wurde, hätte die Kleinstadt Moers den Schulbetrieb der vier- bis fünfklassigen Schule nicht aufrechterhalten können. Selbst mit diesen Mitteln lag das Hauptaugenmerk des Scholarchats auf der Sicherstellung des Schulbetriebs überhaupt. Wegen der geringen Gehälter, die nur gezahlt werden konnten, kam es in der Lehrerschaft sehr häufig zu Fluktuation, wenn die Lehrer eine attraktivere Stelle als Pfarrer oder an einer anderen Schule fanden.
Im Jahre 1837 wurde unter Lehrer Adolf Ludwig Hanckwitz das Schulturnen eingeführt. Auf dieser Grundlage gründete Hanckwitz 1845 den Gymnasial-Turnverein „Turner 1845“, mit dem er u. a. öffentliche Schauturnen veranstaltete oder an Wettkämpfen und Turnfesten in benachbarten Städten teilnahm. Ab dem Schuljahr 1852/53 gehörte auch Schwimmunterricht zur körperlichen Ausbildung der Jungen, Hanckwitz erteilte ihn gemeinsam mit seinem Kollegen Ludwig Rhein.
Eine grundlegende Veränderung in der schulpolitischen Ausrichtung ergab sich mit der Berufung von Oskar Jäger als Rektor des Adolfinum im Jahre 1862. Jäger verschärfte sowohl bei Schülern als auch bei Lehrern die wohl arg eingerissene Disziplin und weckte die Vorstellung, aus dem Progymnasium wieder ein Vollgymnasium zu machen. Unter Jäger wurde auch erstmals katholischer Religionsunterricht erteilt. Schon nach kurzer Zeit erreichte er mit dem veränderten Geist in der Schule eine Verdopplung der Anmeldezahlen und eine deutliche Unterstützung seiner Pläne beim Scholarchat. Gegenüber 62 Schülern im Jahr 1861 stieg die Zahl 1862 auf 102 Schüler an. Es kam wieder zu verstärkten Spenden der Bürger und einer veränderten Einschätzung seitens der Schulaufsichtsbehörde in Hinblick auf die Ausbaufähigkeit der Schule. Jäger verließ das Adolfinum zwar schon wieder 1865, um Rektor in Köln zu werden, doch die veränderte schulpolitische Situation war angestoßen.

### Erneutes Vollgymnasium und Verstaatlichung

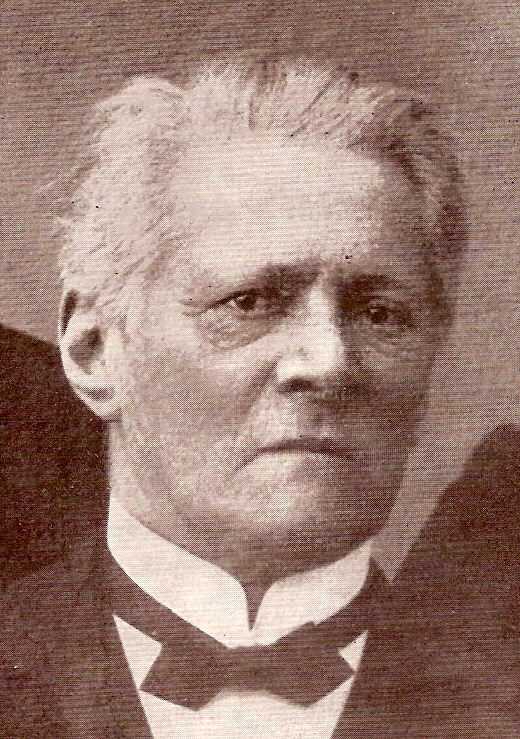
Johannes Zahn, Direktor des Adolfinum 1870–1900

Schulgebäude des Adolfinum bis 1895

Gebäude des Adolfinums an der Homberger Straße bis 1925

Als Johannes Zahn, der mit Jäger an die Schule gekommen war, 1870 die Leitung des Adolfinum für die folgenden 30 Jahre übernahm, begann eine neue Zeit. Die Stadtverordnetenversammlung beschloss am 10. Januar 1871 für den Fall einer Umwandlung in ein Vollgymnasium einen Zuschuss von zunächst 2600 Thalern. Zahn sprach persönlich 1872 beim Kultusminister Adalbert Falk vor und per Ministererlass vom 13. März 1874 wurde aus dem Progymnasium wieder ein vollwertiges Gymnasium. Die ersten Abiturienten wurden bereits am 15. August 1874 entlassen.
Moers war in dieser Zeit eine ländliche Kleinstadt von 3000 Einwohnern ohne Eisenbahnanschluss, in der noch die Nachtwächter die Zeit ausriefen und die Postillone ihren Dienst taten. Als Kreisstadt hatte es eine gewisse Bedeutung für die Umgegend. Neben der „Gesellschaft Societät“, in der sich die Honoratioren der Stadt trafen, dem gemischten Chor und den Bürgerschützen-Vereinen war das Adolfinum die wichtigste Kultureinrichtung. Eine entsprechende Aufmerksamkeit hatte Zahn als Schulleiter in der Öffentlichkeit der Stadt, zumal er der Sohn des langjährigen, auch überregional anerkannten Leiters des Moerser Lehrerseminars, Ludwig Zahn, war.
Aus der reformierten Tradition kommend, war Zahn ein engagierter Verfechter des humanistischen Gymnasiums, von dem es hieß, er habe Latein ebenso gut wie Deutsch gesprochen. Er sah in Abgrenzung zu den realwissenschaftlichen Schulen das Ziel für das Adolfinum darin, eine hochwertige humanistische Bildung zu vermitteln. Entsprechend klagte er, als in den 1880er Jahren der Lateinunterricht in der Oberstufe von 9 auf 8 und in der Unterstufe von 10 auf 9 Stunden verkürzt wurde. In dieser Zeit war es durchaus üblich, im sogenannten „Extemporale“ (aus dem Stegreif) deutsch diktierte Sätze unmittelbar in das Lateinische zu übersetzen. Eine andere Übung war die Übersetzung des Kommentars der Kölnischen Zeitung und das Abfassen eines kritischen Kommentars hierzu auf Latein.
Aus der Bevölkerung gab es eine Reihe Klagen über das hohe Anforderungsniveau der Schule. Zahn blieb in diesem Punkt sehr restriktiv, befürwortete eine strenge Auswahl der Schüler bei der Aufnahme und lehnte einen Ausbau der Schule durch Steigerung der Schülerzahl ab. Der Geist der Schule war im Übrigen von Nationalstolz und vaterländischen Gedanken geprägt. Im Vordergrund der Erziehung standen Pflicht, Anstand, Fleiß und Pietät gegenüber Vaterland und Kirche.
Während der 300-Jahr-Feier 1882 kam es zur Gründung eines Fonds für einen Schulneubau. Die Schülerzahl war deutlich auf ca. 180 gestiegen und es gab auch wieder eine Reihe externer Schüler. Das aus sechs Klassenräumen bestehende Schulgebäude war nunmehr deutlich zu klein. Für 14 der sogenannten Alumnen wurde am 2. April 1885 das Martinsstift in Fild eröffnet. 1890 kam das Johanneum an der Uerdinger Straße hinzu, wo die Söhne von Missionaren der Rheinischen Missionsgesellschaft von Barmen, die das Adolfinum besuchten, untergebracht waren. Die vorhandenen Mittel und die Möglichkeiten der Stadt reichten jedoch für einen Neubau und die Fortführung der Schule in einem größeren Rahmen nicht aus. So entschloss man sich, mit den Schulbehörden wegen einer Verstaatlichung der Schule, wie sie auch andernorts durchgeführt worden war, in Verhandlungen einzutreten. Zahn, unterstützt von den Pfarrern der evangelischen Gemeinde, war mit diesem Weg nicht einverstanden, weil er den Verlust des kirchlichen Einflusses auf die Auswahl der Lehrer und der Unterrichtsinhalte befürchtete, doch Bürgermeister Gustav Kautz und die Vertreter des Magistrats der Stadt im Scholarchat setzten sich durch.
Nach mehrjährigen Verhandlungen ging das Adolfinum 1893 nach einem Zuschuss der Stadt dann in die Trägerschaft des preußischen Staates über. Bei den Verhandlungen war es gelungen, den evangelischen Charakter der Schule zu erhalten. Der Neubau wurde unmittelbar in Angriff genommen. Bis 1896 war das Gymnasium Adolfinum im Gebäude des früheren Karmeliterklosters untergebracht, danach bezog es das neuerbaute Schulgebäude an der Homberger Straße. Einerseits durch die wachsende Industrialisierung, andererseits durch den geringeren Einfluss der Bürgerschaft infolge der Verstaatlichung hatte das Adolfinum zwar an Bedeutung für die Stadt verloren, jedoch durch die abgesicherte Finanzlage an Stabilität gewonnen.

### Die Schule im 20. Jahrhundert

#### Bis zum Ende der Weimarer Republik
Die Berichte vom Anfang des 20. Jahrhunderts zeugen von einem beschaulichen Schulalltag, der wenig durch äußere Einflüsse gestört wurde. Direktor Caesar stand allerdings in kritischer Distanz zu den Bestrebungen der Schulreformbewegung und beklagte die Einführung der Kurzstunden, wodurch die Schüler über die neun Jahre Gymnasialzeit ein ganzes Jahr verloren hätten.
Der Beginn des Ersten Weltkrieges wurde mit Begeisterung aufgenommen, die jedoch bald der Ernüchterung wich. Ein Schüler berichtete:

„Die Ansprache hielt der von uns sehr verehrte Professor Dr. Hofius. Nach einigen Sätzen weinte er bitterlich und verließ das Katheder. Direx Hoerle (Reserveoffizier) marschierte zum Pult und beendete ‚zack, zack‘ rein militärisch die Andacht. Viele von uns haben dem guten Prof. Hofius nach dem furchtbaren Weltkrieg Abbitte getan. 1914 wollten wir ihn nicht verstehen.“

1919 übernahm Friedrich Heinz die Schulleitung für die nächsten 25 Jahre. Er unterrichtete Geschichte, alte Sprachen sowie evangelische Religion und passte sich gut der kirchlich konservativen Tradition des Adolfinums an. Er war Mitglied der DVP, bei der er dem Ausschuss für Schulfragen im Kreis Düsseldorf zeitweilig leitete. Dem distanzierten Verhältnis der DVP zur neuen Republik entsprachen auch die Ansichten des Schulleiters, eines Offiziers des Ersten Weltkrieges, der in einer Denkschrift anlässlich „der Befreiung der Grafschaft Moers von feindlicher Besatzung“ (Ende der Ruhrbesetzung) an den Skageraktag 1916 als einen der stolzesten Tage erinnerte und nach einer Lobrede auf die Personen des passiven Widerstandes gegen die Besatzung zu folgendem Schluss fand:

„Wir werden vielmehr, als höchstes Ziel einer Nation, die Verbindung von beidem suchen müssen: des verschwundenen Schöpfertums, das als das Genie, aber auch die Tragik des Deutschtums von jeher in uns gelegen hat, mit jener bewussten, vorausschauenden und zusammenfassenden Staatlichkeit, von der uns erst durch Preußen der Begriff und der Besitz gegeben worden ist und die das Rückgrat unseres Volkstums in unserer neueren Geschichte war.“

Heinz, der in Moers eine hoch geachtete und respektierte Person war, zeigte hier, dass für ihn und viele Gleichgesinnte der Übergang in die Weimarer Republik im Denken nicht stattgefunden hatte (vgl. Klein-Reesink, 145).
Durch das Wachstum der Stadt im Zuge der Industrialisierung und des Ausbaus im Bergbau wuchs auch die Schülerzahl des Adolfinums in erheblichem Umfang. 1924 wurde in Moers eine Realschule gegründet, die in den ersten vier Jahren unter der gemeinsamen Leitung von Heinz stand. 1925 wurde bekannt, dass das Lehrerseminar in Moers geschlossen werden sollte. Die Stadt und mit ihr Heinz bemühten sich zur Kompensation um die Angliederung einer Oberschule in Aufbauform an das Adolfinum. Wesentlicher Diskussionspunkt in der Bevölkerung war dabei die konfessionelle Bindung. Außerdem wurde von Vertretern der Arbeiterschaft befürchtet, dass die Aufbauschule zum Absterben der Realschule führen könnte und so den Kindern der Bergarbeiter ein wichtiger Bildungsweg wieder genommen würde. Von katholischer Seite wurde anstelle einer konfessionellen Lösung der Ausbau der Realschule bis zum Abitur gefordert.
Mit Stimme des Bürgermeisters kam es im Rat schließlich mit 16 zu 15 Stimmen zur Entscheidung für die Errichtung einer nicht konfessionell gebundenen Aufbauschule als Teil des Adolfinums ab 1926. (Klein-Reesink, 150ff.) Für das Adolfinum bedeutete dies eine Aufwertung, aber auch in mehrfacher Hinsicht strukturelle Veränderungen. Im gemeinsamen Kollegium waren nun auch katholische Lehrer vertreten. Die Aufbauschule wurde von vornherein naturwissenschaftlich ausgerichtet und koedukativ geführt. Zugleich veränderte sich die Sozialstruktur der Schüler. Am Adolfinum gab es nur wenige Bergarbeiterkinder. Die Aufbauschüler stammten hingegen überwiegend aus den unteren Schichten, in denen die Schulentscheidung für eine höhere Schule zunächst nicht in Frage gekommen war, bei denen sich aber mit Abschluss der Volksschule aufgrund guter Leistungen eine Fortführung der Schulausbildung anbot. Die Aufbauschule war damit ein wichtiger Schritt in Hinblick auf die Durchlässigkeit des Schulangebotes in Moers. 1928 zog das Gymnasium als Doppelanstalt in das vollständig umgebaute Lehrerseminargebäude am Ostring ein und fand so für die mit den Aufbauschülern weiter wachsenden Ansprüche an Raumbedarf eine angemessene Unterbringung mit gesonderten naturwissenschaftlichen Räumen und einer eigenen modernisierten Turnhalle. Im Laufe der Zeit stieg die Schülerzahl auf über 600.
Im Oktober 1932 wurde die 350-Jahr-Feier in großem Stil begangen mit Gottesdiensten und Festreden vor hohen Schulbeamten und wichtigen Vertretern von Kirchen und Universitäten. Den Schlusspunkt setzte nach einem Fackelzug zum Neumarkt eine vaterländische Ansprache von Heinz mit einem Hoch auf den Reichspräsidenten Hindenburg und dem Deutschlandlied.

#### Im Nationalsozialismus
Noch gegen Ende der Weimarer Republik waren sowohl nationalsozialistische als auch kommunistische Schülervereinigungen von der Schulbehörde verboten. Heinz setzte dies konsequent – wenn auch nicht mit übermäßigen Strafen – durch. Auch wurden 1932 drei Schüler wegen judenfeindlichen Verhaltens außerhalb der Schule bestraft. Doch ab Mitte 1932 beteiligten sich immer mehr Jugendliche an NS-Aktivitäten. Schon bald nach der nationalsozialistischen Machtergreifung Ende Januar 1933 gehörte die Mehrheit der Schüler nationalsozialistischen Organisationen an.
Bis auf einige eindeutige äußere Zeichen veränderte sich der Schulalltag zunächst wenig. Hitler-Bilder wurden in den Klassen aufgehängt, an Gedenktagen war Beflaggung verordnet, und der Unterricht begann mit dem Hitlergruß. Viele nationale Themen, die auch vorher schon positiv besetzt waren, wurden nun vom NS-Regime vereinnahmt. Kaum jemand hatte Probleme hiermit. Schwieriger waren die Erlasse, die die Unterrichtsinhalte veränderten, wie z. B. zur Vererbungs- und Rassenlehre oder über Schülerauslese an höheren Schulen. Besonders betroffen war der Deutschunterricht, in dem Reden von NS-Größen aufgrund von Erlassen behandelt werden mussten. Direktor Heinz hat in dieser Zeit auf konsequente Umsetzung der von außen kommenden Anforderungen geachtet und konnte damit – wie von vielen Seiten positiv bestätigt wird – den Zusammenhalt im Kollegium wie bei Schülern nach innen verstärken und jeglichen umfangreichen Eingriff von außen verhindern. Auf Widerstreben der Lehrerschaft stieß der Erlass, nichtversetzte Schüler, die sich vor 1933 nationalsozialistisch betätigt hatten, nachträglich zu versetzen. Die meisten Anträge wurden allerdings umgesetzt. Neben Freistellungen für NS-Veranstaltungen wurden vielfach für Schüler und Lehrer Schulungslager durchgeführt, in denen nationale Gesinnung und Sportlichkeit eingeübt wurden.
Nur wenige Lehrer waren direkt in der Partei aktiv wie die Studienräte Rendenbach (sen.) als Propagandaleiter („Kulturreferent“), Spahr ab 1932 Vertrauensmann der Partei für das Adolfinum oder Abendroth, der als Mitglied seit 1928 das goldene Parteiabzeichen erhielt. Ebenso wenige – genannt wird immer wieder der spätere Direktor Marx – zeigten offene Distanz zu den Machthabern. Für sich und damit für fast alle anderen Kollegen stellte Marx im Nachhinein fest:

„Jedermann wusste – zum mindesten seit dem 30. Juni 1934 – von den Praktiken der NSDAP genug, um ‚Wohlverhalten‘ für angeraten zu halten, und wenn einmal der einzelne Empörung empfand mit dem Gefühl ‚wie komme ich eigentlich dazu, mich denen zu fügen?‘, so war etwa der Gedanke an die Destruktion des Versailler Vertrages stark genug, um ein gutes Gewissen für solch einen Gehorsam wiederherzustellen. Das gilt namentlich für Orte wie Moers, die nach dem Ersten Weltkrieg von der fremden Besatzung eine oft schmähliche Behandlung erfahren hatten. Es gehörte ein klarer Geist, eine unerschrockene Moral dazu, sich im Urteil über den Nationalsozialismus nicht von einem „Versailles-Trauma“ beirren zu lassen. Ich weiß von mir selber, dass die Angliederung Österreichs mich sehr beeindruckte – ‚dagegen kann man doch nicht sein‘. Es gab andere, wenn auch nicht sehr viele, die konnten doch dagegen sein, weil sie schöne Ziele und verwerfliche Mittel klarer zu unterscheiden vermochten – uns anderen wurde das Bild erst im März 1939 wieder deutlicher.

Was diese ganzen Jahre durchzog, war die Bereitschaft, im Passiv zu existieren, dabei Aktiv zu simulieren – sozusagen das umgekehrte Prinzip der sauren Trauben. Man nannte ‚süß‘, was man zu verzehren bekam, oder anders ausgedrückt: man tat bzw. ‚schluckte‘ eine Sache, ohne dafür wirkliche, d. h. in der Sache liegende Gründe zu haben. Man tat sie um der äußeren Sicherheit willen: um die Identität mit sich selbst nicht zu verlieren, tat man das, was zu tun man gezwungen war, als ob man es tun wolle. Das menschliche Grundbedürfnis der Übereinstimmung mit sich selbst ist von der NSDAP ebenso ausgenutzt worden wie die fast einhellige Ablehnung des Systems von Versailles durch die deutsche Bevölkerung. Das Kriterium dafür, ob man etwas aussprechen solle oder nicht, war nicht, ob es richtig oder falsch sei, sondern, ob es dem Regime genehm oder nicht genehm sei – erwünscht, wenn auch keineswegs erforderlich, dass es außerdem richtig sei.“

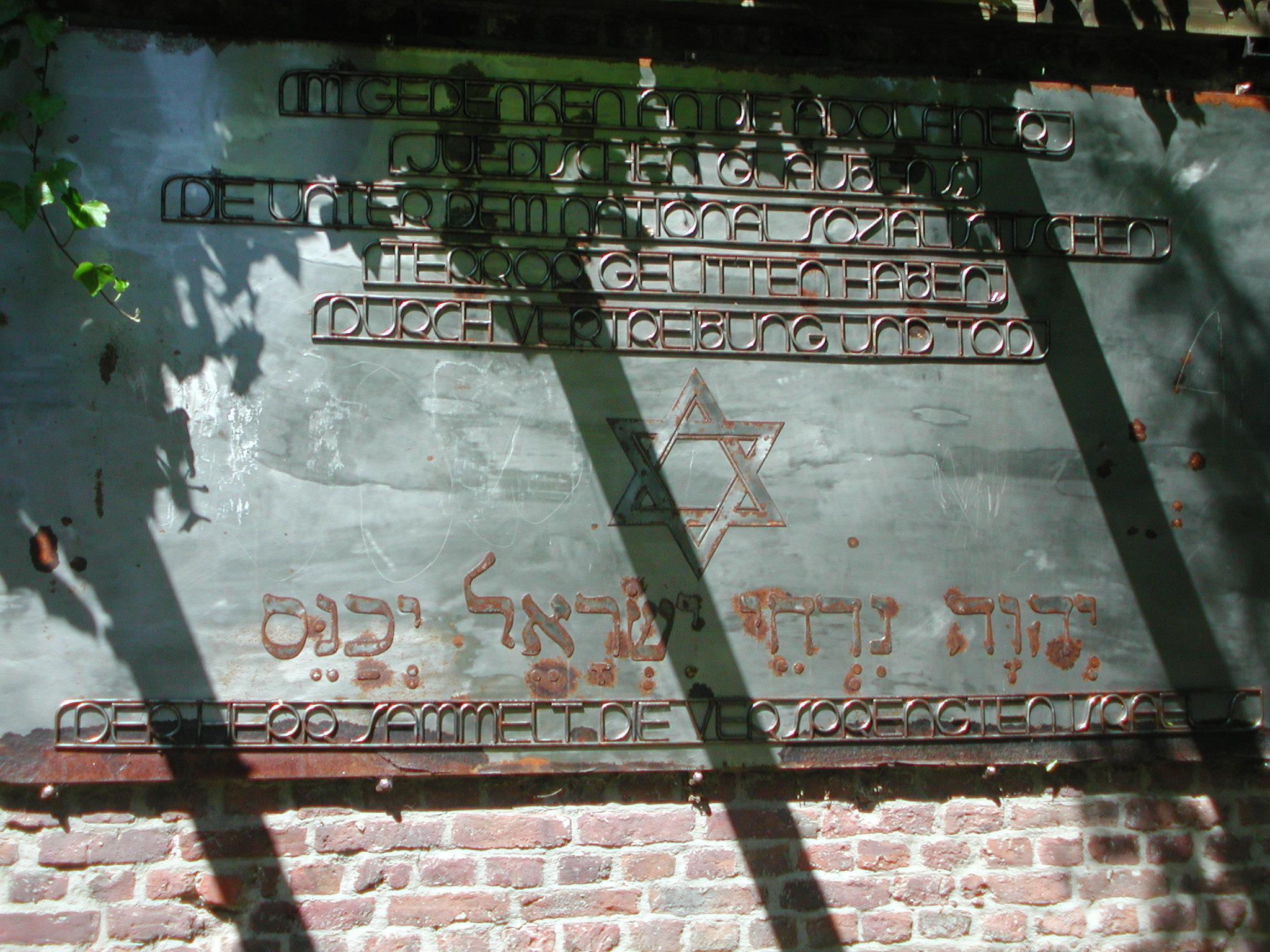
Erinnerungstafel für die ehemaligen jüdischen Schüler des Adolfinum (Haupttafel). Der hebräische Vers zitiert

Zu einer gravierenden materiellen Veränderung für das immer noch humanistisch ausgerichtete Adolfinum kam es 1937/38 mit der Neuordnung des Schulsystems. Das Adolfinum wurde nun Oberschule für Jungen, was bedeutete, dass es nur noch Englisch und nicht mehr Latein in den Anfangsklassen gab. Griechisch als Fach entfiel gänzlich und gab es nur noch in den auslaufenden Klassen. Die Schüler konnten nun für die drei obersten Klassen zwischen einem mathematisch-naturwissenschaftlichen und einem sprachlichen Zweig wählen. Vor allem war auch die Schulzeit auf acht Jahre verkürzt worden, was eine deutliche Verminderung der Anforderungen an das Abitur zur Folge hatte. Die Aufbauschule blieb hingegen weitgehend unberührt. Sogar die Schulzeit blieb unverändert, indem anstelle der weggefallenen Oberprima aus optischen Gründen nun die Eingangsklasse mit Untertertia begann. Der letzte jüdische Schüler, Günther Bähr, der Sohn des Arztes Hermann Bähr, wurde 1938 von der Schule abgemeldet. Er machte 1940 Abitur an der „Privaten öffentliche Schule der Jüdischen Gemeinde Berlin“. Am 19. April 1943 wurde er nach Auschwitz-Buna deportiert und starb am 21. Februar 1945 auf einem Todesmarsch der Häftlinge von Auschwitz nach Westen.
Mit Kriegsbeginn wurde der Unterricht immer mehr eingeschränkt, auch wenn man sich bemühte, den Alltag so normal wie möglich zu halten. Viele Lehrer mussten zum Militär, so auch Heinz, der bis 1944 im Kriegsministerium als Oberst Dienst in Berlin leistete. Ersatz gab es durch eine Reihe jüngerer Lehrerinnen. Aula, Turnhalle und einige weitere Räume waren durch militärische Hilfsdienste belegt. Ab 1943 kam es immer wieder zu Luftangriffen der Alliierten. Viele Schüler der Oberstufe taten Dienst als Luftwaffenhelfer bei Flakbatterien und wurden von den Lehrern nachmittags unterrichtet. Ab 1944 wurden im Keller der Schule Nachtwachen eingerichtet, um bei Schäden an der Schule nach Bombenangriffen sofort Löscharbeiten leisten zu können. Erste größere Schäden gab es im Sommer 1944. Wegen der Gefährdung war dann der normale Schulbetrieb ab Oktober 1944 eingestellt worden. Bei einem Bombenangriff am 8. November 1944 wurde das Adolfinum schließlich gänzlich zerstört. Nur die Außenmauern blieben stehen. Glücklicherweise konnten wesentliche Teile der Lehrerbibliothek gerettet werden. Wichtige Akten zur Schulgeschichte gingen jedoch verloren. Im Dezember 1944 gab es konkrete Planungen, den gesamten Schulbetrieb nach Podebrad im damaligen Protektorat Böhmen und Mähren östlich von Prag zu verlagern, doch davon wurde aufgrund der Kriegsentwicklungen schließlich abgesehen. Der bis zur Befreiung am 4. März 1945 nur noch provisorisch stattfindende Unterricht wurde in Kleingruppen in privaten und öffentlichen Bunkern erteilt.

#### Nach dem Zweiten Weltkrieg
Die Wiederaufnahme des Schulbetriebes ging recht mühselig vonstatten. Da das Schulgebäude durch die Zerstörung nicht zur Verfügung stand, fand der Unterricht ab Oktober 1945 zunächst im Schülerheim des Martinsstiftes statt. Heinz war nachhaltig erkrankt und so hatte Marx kommissarisch den Neuaufbau zu organisieren. Neben den normalen Jahrgängen wurden halb und ganzjährige Sonderlehrgänge für Kriegsteilnehmer geschaffen, die so ihr Abitur nachholen konnten. Auf diese Weise gab es Ostern 1946 die sehr hohe Zahl von 690 Schülern in 24 Klassen. Hierfür standen nur 15 beengte Unterrichtsräume zur Verfügung, so dass in Schichten vor- und nachmittags unterrichtet werden musste. Ab 1948 konnte das ehemalige Hofgebäude, die frühere Übungsschule des Lehrerseminars, die 1928 in ein Gebäude für den naturwissenschaftlichen Unterricht umgewandelt worden war, wieder für den laufenden Unterricht verwendet werden. 1951 war das Hauptgebäude wieder einsatzbereit, wodurch sich die Schulsituation wieder normalisierte. 1954 wurde schließlich auch die Aula wieder in Betrieb genommen.
Von der Lehrerschaft standen bald die meisten wieder zur Verfügung; einige verspätet durch Kriegsgefangenschaft, einige verspätet aufgrund der Entnazifizierung. Zwei Lehrer durften aufgrund ihrer NS-Vergangenheit nicht wieder unterrichten. Einer, der später zurückkam, war Karl Rendenbach, der sich vielseitig als Begründer der Gruppe 45, eines Literaturkreises, als Vorsitzender des Jugendfilmklubs und vor allem als Regisseur einer Vielzahl hochwertiger Theateraufführungen an der Schule um die kulturelle Bildung der Adolfiner verdient gemacht hat. Er war einer der wenigen, die sich offen zu ihrer NS-Vergangenheit bekannten: „Jawohl, ich war in der Partei. Und als der Krieg verloren war, habe ich gemerkt, dass ich scheinbar der einzige war. Seitdem frage ich mich immer wieder, wie der Hitler und ich das alles allein geschafft haben.“ (Felbinger, in: Adolfinum 1982, 158).
Die hohe Anzahl jugendlicher Flüchtlingen aus der DDR - und deren notwendige Integration in den regulären Schulbetrieb der BRD machten für die gymnasiale Oberstufen (bedingt durch den großen Ost-West-Unterschied im Bildungssystem, vor allem bei den Geisteswissenschaften) Sonderklassen erforderlich, in denen Russisch anstelle von Latein unterrichtet wurden, um den Schülern den gewaltigen Gesamt-Nachholbedarf etwas zu erleichtern. Auf dieser Basis wurde im Oktober 1956 auch im Aufbaugymnasium des Adolfinums derartige Schulklassen / Sonderklassen gebildet, und mit der Obertertia beginnen. Da die Schüler mehrheitlich nicht aus Moers kamen, wurde diese für die gesamte Schulzeit bis einschließlich Abitur im Internat Martinsstift untergebracht. Trotz des sehr erfolgreichen Abitur-Abschlusses der Sonderklasse im Februar 1961 blieb das Experiment im Adolfinum ohne Nachfolger, denn durch den Mauerbau 1961 in Berlin waren sämtliche Fluchtwege aus der DDR abgeschnitten.
Bedingt durch die geburtenstarke Jahrgänge und eine veränderte Einstellung zur Schulbildung stiegen die Schülerzahlen enorm, obwohl im ursprünglichen Einzugsbereich des Adolfinums weitere Gymnasien (Kamp-Lintfort, Rheinkamp und Rumeln) entstanden. Als 1963 die Schülerzahl 900 überschritt, wurden auf dem Schulgelände fünf Unterrichts-Pavillons (Baracken mit je zwei Klassenräumen) errichtet. Den Höchststand erreichte die Schule 1969 mit 1383 Schülern, davon 569 Aufbauschüler, und 63 Lehrern. Als Konsequenz wurde 1971 in Moers ein drittes Gymnasium, das Gymnasium in den Filder Benden, errichtet, dessen Stamm an Schülern und Lehrern durch Verselbständigung und Übergang des Aufbaugymnasiums an diese Schule entstand.

#### Die 1970er Jahre
Schulpolitisch brachten die 1970er Jahre einige Veränderungen. Ab 1973 wurde in den Latein-Sexten und ab 1977 in den Englisch-Sexten der Unterricht koedukativ durchgeführt. 1974 wurde die Schule wieder in die Verantwortung der Stadt übertragen. Die dritte, wohl gravierendste Veränderung war die Oberstufenreform. Aufgrund der so genannten „Enttypisierung“ verlor das Adolfinum seinen Status als altsprachliches Gymnasium. Die Wahlmöglichkeiten der Schüler im Kurssystem der Oberstufe brachte eine erhebliche Erweiterung der für das Abitur relevanten Schulfächer. Durch Kooperation mit dem ehemaligen Aufbaugymnasium und dem Grafschafter Gymnasium (ehemaliges Lyzeum) gelang es recht gut, den erweiterten Anforderungen zu genügen und entsprechend der Nachfrage auch in den oftmals weniger frequentierten naturwissenschaftlichen Fächern Chemie und Physik Leistungskurse anzubieten.

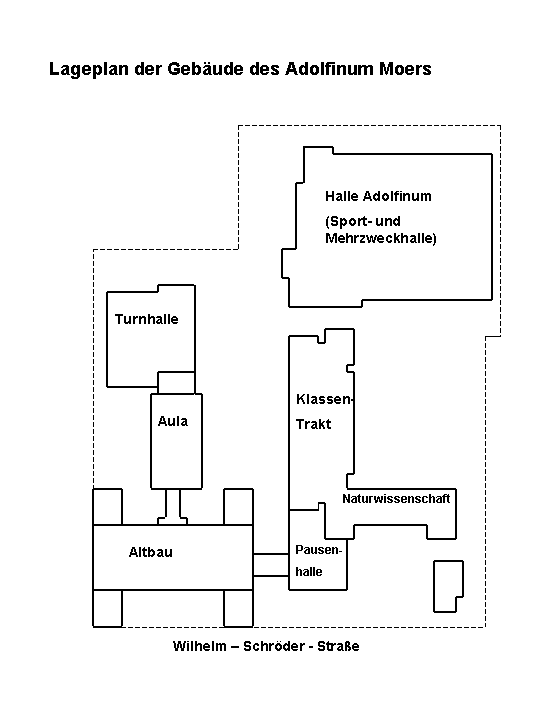
Lageplan der Gebäude des Adolfinum um 2000

War mit dem Auszug des Aufbaugymnasiums die Schülerzahl drastisch auf 675 gesunken, so stieg sie nicht zuletzt durch die Koedukation und die Einführung von Englisch als Anfangssprache in den Folgejahren kontinuierlich wieder an. Damit stellte sich auch bald wieder das Problem der Raumnot, zumal der bauliche Zustand äußerst problematisch war. Insbesondere die Baracken und das Hofgebäude waren in einer bedenklichen Verfassung. Mit Übernahme der Schule durch die Stadt hatte diese aber dem Land die Zusage für die Finanzierung eines Neubaus abgerungen. Nach längeren, manchmal schwierigen Verhandlungen wurde das neue Gebäude schließlich 1979 fertiggestellt. Seitdem verfügt die Schule über ein modernes, für 1100 Schüler auskömmliches Raumangebot. Vor allem für die naturwissenschaftlichen Fächer gibt es eine umfangreiche und zeitgemäße Ausstattung. 1981 kam eine Dreifach-Turnhalle im hinteren Teil des Geländes hinzu, die auch größere Veranstaltungen zulässt und durch eine Ausstattung für eine Mehrzwecknutzung eine Einbindung der schulischen Infrastruktur in das kulturelle Leben der Stadt ermöglicht.

#### Die 1980er Jahre
Unruhe an den Moerser Gymnasien entstand Anfang der 1980er Jahre als die Stadt begann, das Bildungsangebot um eine integrierte Gesamtschule zu erweitern. Es gab Überlegungen im Rat, dass das Adolfinum „durch seine optimale Lage in der Stadtmitte und auch räumlich günstige Voraussetzungen liefert.“ Unmittelbar nach dem 400. Gründungsjubiläum im Jahre 1982 wehrte sich die Schulgemeinschaft des Adolfinum mit Öffentlichkeitsarbeit und Unterschriftsaktionen heftig und erfolgreich gegen die Umwandlung in eine Gesamtschule. Im Laufe der Zeit kam es zur Bildung von drei Gesamtschulen in Moers, die die Existenz der Moerser Gymnasien nicht beeinträchtigen.

### 21. Jahrhundert
Zur Jahrtausendwende wurde auf Anweisung des Schulministeriums in Düsseldorf - wie an anderen Schulen in NRW - erstmals ein umfangreiches Schulprogramm entwickelt, das in seinem Profil sowohl die Sprachen (u. a. die Möglichkeit Latein als Anfangssprache in Kombination mit Englisch als Latein plus zu wählen; eine bewusste Weiterführung der biblischen Sprachen Griechisch und Hebräisch im Sinne des Schulgründers) als auch die naturwissenschaftlichen Fächer (u. a. PhysiX im Differenzierungsbereich als ein Fach, in welchem das vielseitige Umfeld der Physik praxisorientiert erarbeitet wird.) berücksichtigt. Die Einführung einer Freiarbeitsklasse nach Montessori wurde von den Eltern gut angenommen.
Zum Schuljahr 2009/10 wurde das Fach Chinesisch in der gymnasialen Oberstufe eingeführt. Im Mai 2012 besuchte erstmals eine Schuldelegation 14 Tage lang China zur Vorbereitung einer Schulpartnerschaft mit der „School Attached To Wuhan University“. Wuhan liegt am Zusammenfluss des Jangtsekiang und des Han-Flusses und ist eine 5 Millionen Stadt in Mittelchina. Im Oktober 2014 empfängt die Schule zum zweiten Mal eine Delegation aus China.
Der stark renovierungsbedürftige Altbau wurde in den Jahren 2004 bis 2006, u. a. auch wegen strengerer Brandschutzvorschriften in öffentlichen Gebäuden, grundlegend saniert und im Dachgeschoss deutlich erweitert. Im September 2007 feierte die Schule in einer Festwoche ihr 425-jähriges Bestehen. 2008/09 wurde auch der Neubau, den Brandschutzvorschriften entsprechend, grundlegend saniert. Der naturwissenschaftliche Trakt wurde 2008 baulich völlig erneuert und mit neuem Inventar ausgestattet. Die Pausenhalle wurde durch eine Essensausgabe für den erweiterten Nachmittagsbetrieb infolge von „G8“ (Schulzeitverkürzung und Komprimierung der Stundentafeln) auch als Mensa nutzbar gemacht. In einem dritten Sanierungsabschnitt wurden 2014 die Kleine Turnhalle und die Aula renoviert.
Bei den zentralen Lernstandserhebungen 2007/08 schafften die Schüler der 8. Klasse im Fach Mathematik den Sprung unter die 12 besten Gymnasien in Nordrhein-Westfalen.
Das Ministerium für Schule und Weiterbildung des Landes Nordrhein-Westfalen verlieh im Februar 2009 dem Adolfinum in Anerkennung seiner langjährigen Arbeit das Gütesiegel „Individuelle Förderung“.
Im September 2010 wurde das Adolfinum in den „Verein mathematisch-naturwissenschaftlicher Excellence-Center“ (MINT-EC) aufgenommen. Dadurch steht der Schule ein Netzwerk exzellenter mathematisch-naturwissenschaftlicher Schulen in ganz Deutschland zur Verfügung.

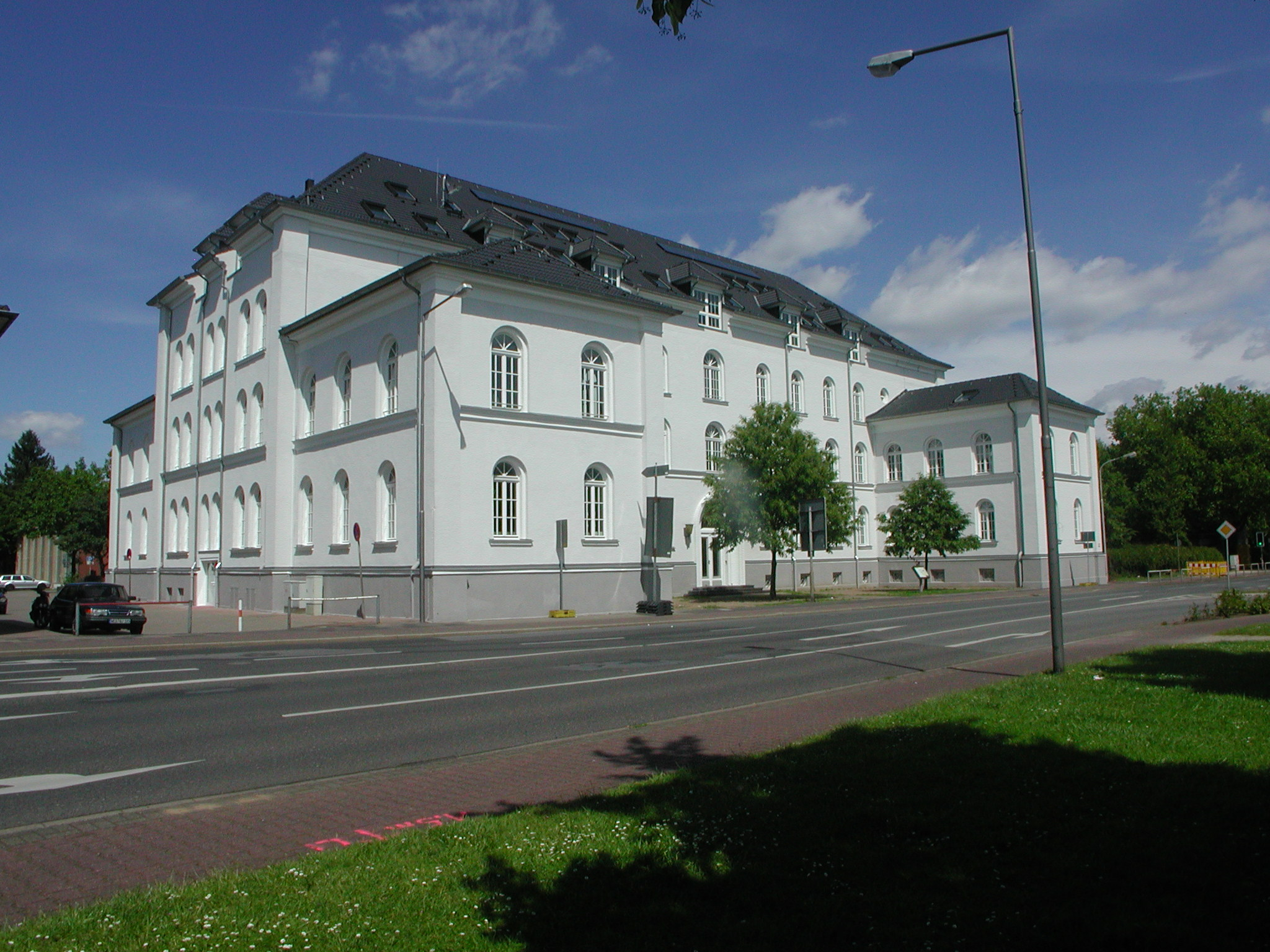
Altbau
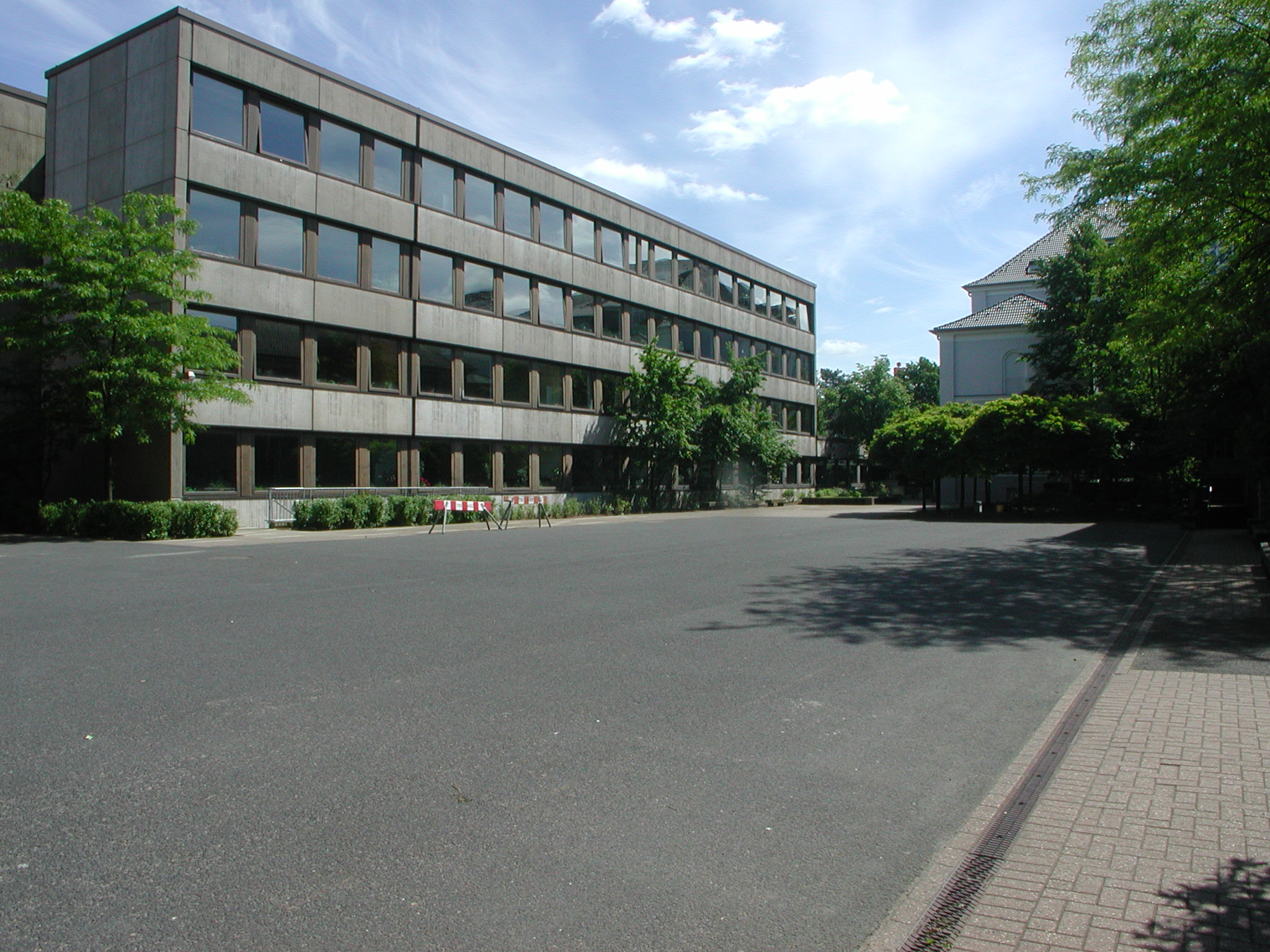
Neubau
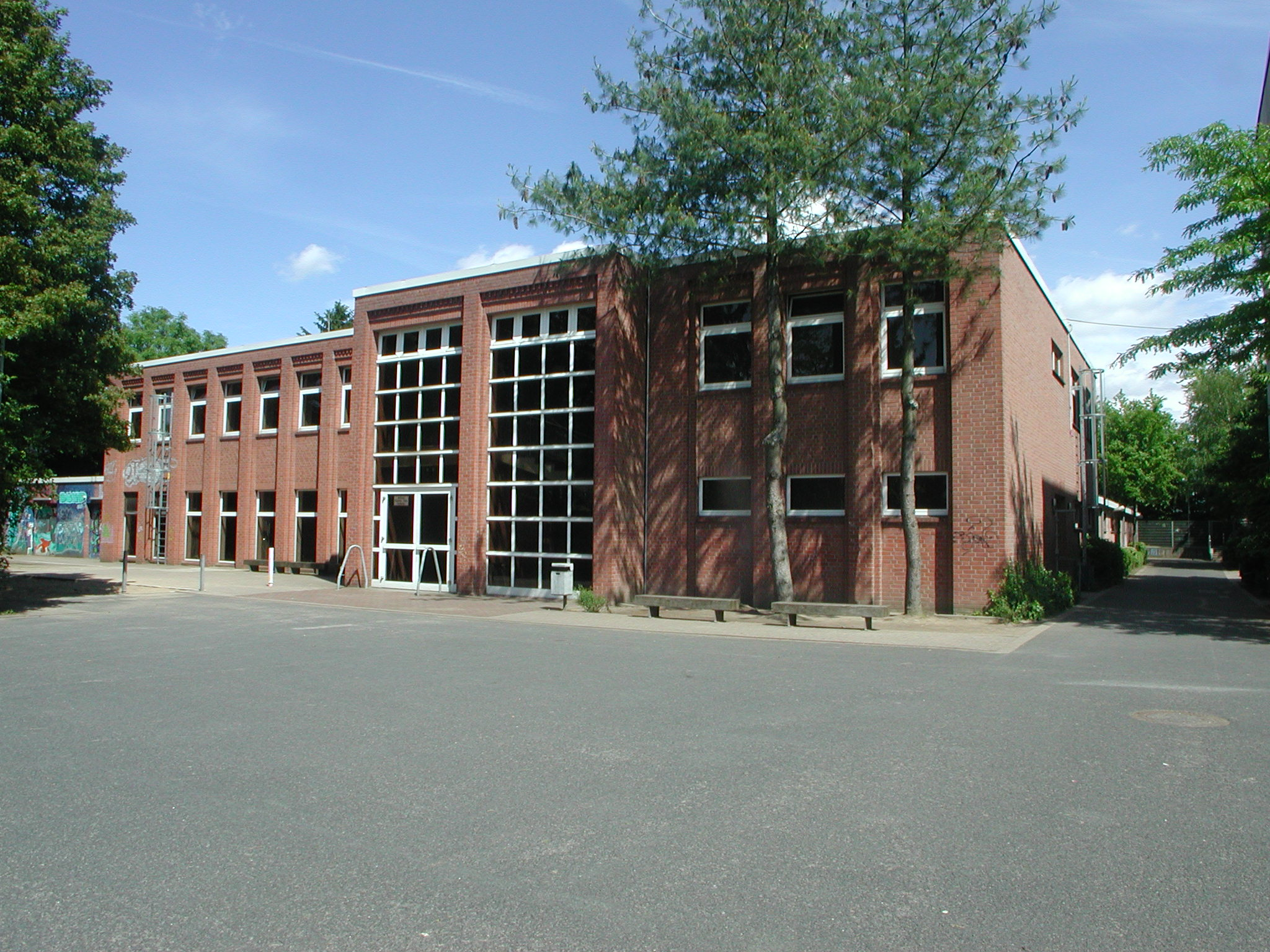
Dreifachturn- und Mehrzweckhalle „Halle Adolfinum“
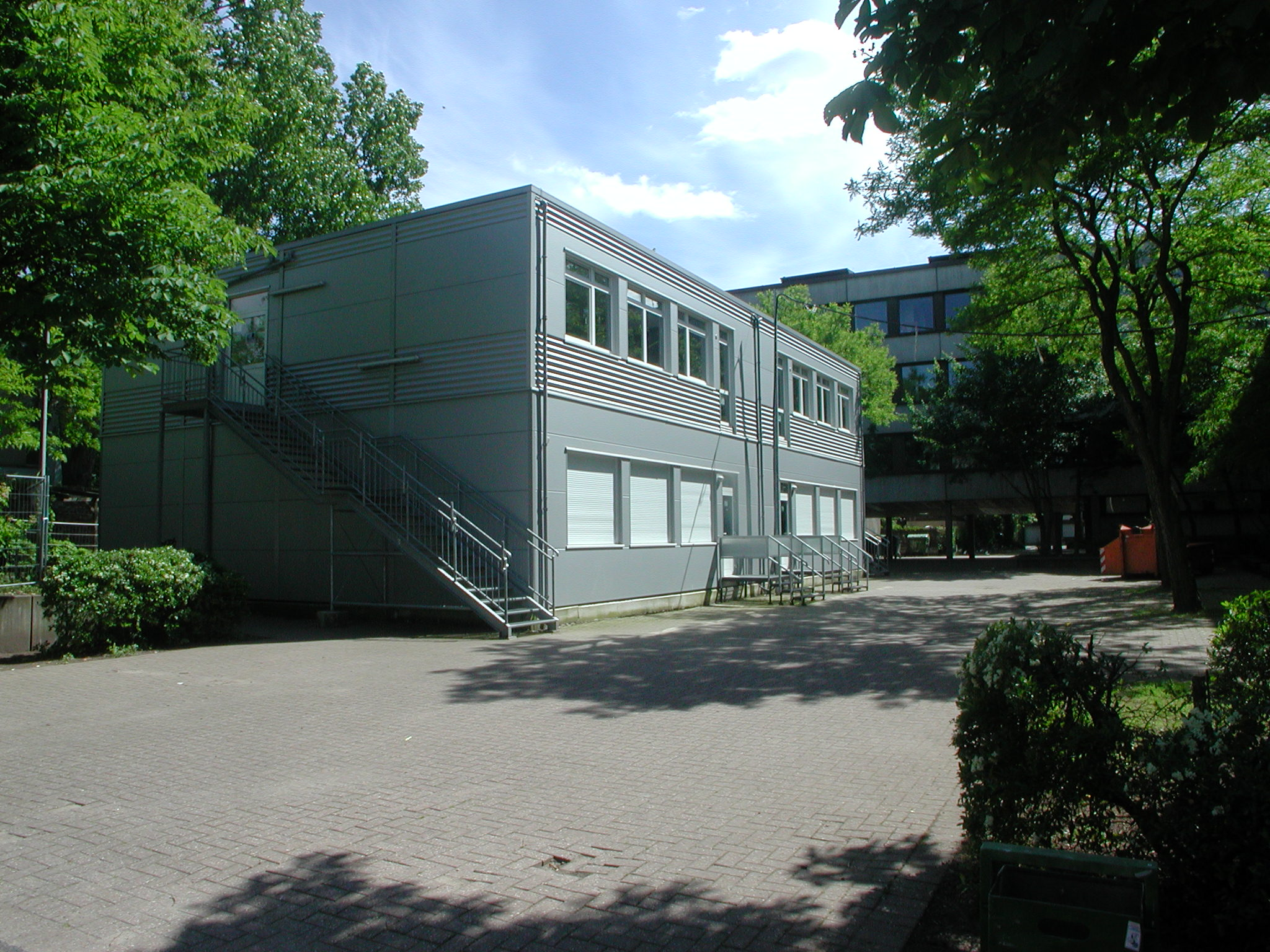
Klassencontainer (während der Umbauphase 2004–2009)

## Schulleiter
Die Angaben der nachfolgenden Tabelle stammen im Wesentlichen aus Otto Ottsen, Band III, und Adolfinum 1982 (siehe Lit.).
| Zeitraum (von–bis) | Schulleiter                               | Anmerkungen |
| ------------------ | ----------------------------------------- | --- |
| 1582–1585          | Johannes Sniekelius Reidanus              | Stellvertreter war Johannes Piscator |
| 1586–1603          | –                                         | Während der Besetzung von Moers durch Spanier war die Schule geschlossen. |
| 1603–1619          | ???                                       | |
| 1620–1622          | Jonas Olaus                               | Norweger, ging als Pastor nach Krefeld |
| 1622–1626          | Johann Timmermanns                        | Bremen, ging als Pastor nach Hochemmerich |
| 1627–1631          | ???                                       | |
| 1631–1632          | Johannes Carpius                          | |
| 1632               | Bernardus Isaacks                         | |
| 1633–1655          | ???                                       | keine genaueren Angaben, Rektor innerhalb dieses Zeitraumes: David Rismanus |
| 1656–1661          | Gerhardus a Grevenbruk                    | evtl. schon früher; ging nach Nimwegen |
| 1661–1668          | Seither                                   | danach Pfarrer in Moers |
| 1668–1680          | Snethlage                                 | danach Pfarrer in Moers |
| 1680–1693          | Hermann Crusius (auch Kruse/Cruse)        | *1640 in Moers, Schüler des Adolfinum, Studium in Duisburg, 1665–1680 Rektor in Elberfeld (heutiges Wilhelm-Dörpfeld-Gymnasium), als Dichter bekannt |
| 1693–1698          | Petrus Eenmann                            | aus Neukirchen, Schüler des Adolfinum, Renovierung der Schule, Erweiterung auf Klassen und einen Hörsaal, führte tägliche Andachten ein |
| 1698–1702          | Johannes Godescalus Wulffingius (Wülfing) | aus Elberfeld, ging an die Universität Duisburg |
| 1702–1712          | vakant                                    | Während des Interregnum (Übernahme der Regentschaft durch Preußen durch Erbfolge nach 10-jähriger Gegenwehr der Niederländer) leitet Konrektor Arnold Merckens die Schule. |
| 1713–1728          | Bernhard Steenhelt                        | |
| 1728–1735          | Bernhard Pagenstecher                     | (vermutlich Moerser), ging nach Alkmar |
| 1735–1747          | Bruckmann                                 | |
| 1747–1748          | vakant                                    | |
| 1748–1769          | Johann Jacob Schmitt                      | aus Herborn |
| 1769–1793          | Conrad Heinrich Riema                     | Schwiegersohn Schmitt’s aus Bacharach, auf Druck des Scholarchats wird Französisch als Schulfach eingeführt |
| 1793–1801          | Friedrich Adolf Krummacher                | ging an die Universität Duisburg |
| 1801–1821          | vakant                                    | während der Franzosenzeit (seit 1794) halten die Lehrer Neumann und Limborg, ab 1813 Stapelmann einen Schulbetrieb aufrecht. |
| 1821–1832          | Karl Hoffmeister                          | bekannter Verfasser einer Schiller-Biographie, ging als Oberlehrer an das Friedrich-Wilhelm Gymnasium in Köln, Einführung eines alternativen Englischunterrichts in den beiden oberen Klassen, um auch den Abschluss einer Höheren Bürgerschule zu ermöglichen, Adolf Diesterweg als Lehrer tätig (1822–1824) |
| 1833–1861          | Johann Scotti                             | aus Köln |
| 1862–1865          | Oskar Jäger                               | aus Stuttgart, Einführung von Klassenbüchern, einer Schulglocke, von Fachkonferenzen und einer Schülerbücherei, Beginn der Aktivitäten zur Umwandlung in ein Vollgymnasium, Regionalpolitiker, diverse Veröffentlichungen zur Pädagogik und antiken Geschichte, ging als Direktor an das Friedrich-Wilhelm Gymnasium in Köln |
| 1865–1868          | Albert Moritz Theodor Rohde               | aus Hamburg, ging als Direktor nach Wittenberg |
| 1868–1870          | Hermann Friedrich Perthes                 | aus Bonn, ging als Direktor nach Treptow, durch Sammlungen gelingt es die Umwandlung in eine Höhere Bürgerschule zu verhindern |
| 1870–1900          | Johannes Zahn                             | aus Dresden, Sohn des langjährigen Leiters des Moerser Lehrerseminars Ludwig Zahn, Umwandlung in ein Vollgymnasium (1873), Errichtung des Martinsstiftes für Alumni (1885), Verstaatlichung (1893), Schulneubau an der Homberger Straße (1898) |
| 1900–1909          | Hermann Caesar                            | ging anschließend nach Wetzlar |
| 1909–1912          | Bernhard Heie                             | vertrat reformpädagogische Ansätze und befürwortete eine lateinlose Schule in Moers, wurde Oberschulrat |
| 1912–1917          | Hoerle                                    | Während des Krieges vertreten durch Oberlehrer Hofius |
| 1917–1919          | Schmitt-Hartlieb                          | |
| 1919–1945          | Friedrich Heinz                           | Errichtung der Aufbauschule (1926), Umzug in das ehemalige Lehrerseminar an der Wilhelm-Schröder-Straße (1928), Umwandlung in eine Oberschule für Jungen im Zuge der Reichsschulreform (1937) bei voller Aufrechterhaltung der Aufbauschule, Zerstörung des Schulgebäudes (1944), Promotion 1952 |
| 1945–1947          | Wilhelm Marx                              | Leitung nur kommissarisch, während Heinz dauerhaft erkrankt ist, Beginn des Unterrichts im Martinsstift (15. Oktober 1945) aus Platzgründen in zwei Schichten mit über 600 Schülern |
| 1947–1949          | Bruno Prehn                               | ging als Direktor an das Friedrich-Wilhelm Gymnasium in Köln |
| 1950–1972          | Wilhelm Marx                              | Starkes Schulwachstum bis auf 1325 Schüler (1969), Verselbständigung der Aufbauschule (1971, Gymnasium Filder Benden) |
| 1972               | vakant                                    | Rendenbach leitet die Schule kommissarisch |
| 1972–1973          | Hansheinz Harzem                          | wechselt anschließend in das Schulkollegium |
| 1973               | vakant                                    | Willi Frentz leitet die Schule zunächst kommissarisch |
| 1973–1976          | Willi Frentz                              | Übergang der Trägerschaft an die Stadt Moers und Einführung der reformierten Oberstufe (1974) |
| 1976–1998          | Joachim Bank                              | Errichtung des Neubaus und der Mehrzweckhalle (1981). |
| 1998–2003          | Michael Schopp                            | Entwicklung eines Schulprogramms; Einführung einer Freiarbeitsklasse |
| 2003               | vakant                                    | Heinz Plonka leitet die Schule zunächst kommissarisch; Beginn der Renovierung des Altbaus |
| 2004–2006          | Heinz Plonka                              | Umsetzung des Schulprogramms |
| 2006–2020          | Hans van Stephoudt                        | Neues Schulprogramm 2008. Auszeichnung der Schule mit dem Gütesiegel individuelle Förderung 2009. Einführung von Chinesisch als neu einsetzende Fremdsprache in der Oberstufe und Sport als viertes Abiturfach 2009. Verleihung des Titels „Schule ohne Rassismus, Schule mit Courage“ 2010. Aufnahme in das bundesweite Schulnetzwerk als mathematisch-naturwissenschaftliches Excellence-Center (MINT-EC) 2010. Jährliche Fahrten nach Auschwitz und Krakau (Auschwitzprojekt) ab 2010. Mitglied im Netzwerk „Zukunftsschulen NRW“ 2016 |
| 2020–2021          | Andrea Klein                              | Andrea Klein leitet die Schule zunächst kommissarisch |
| seit 2021          | Thorsten Klag                             | |

## Absolventen
- Johann Atrops, Gründungsrektor der Fachhochschule Köln
- Heinrich Baaken, Weihbischof im Bistum Münster
- Urban Cleve, Ingenieur, Manager des Anlagenbaus, Leichtathlet
- Jan Dieren, SPD-Politiker und Abgeordneter des deutschen Bundestags
- Astrid Ganzow, Ärztin und Triathletin
- Heiner Faulenbach, evangelischer Hochschullehrer
- Rolf Giesen, Filmhistoriker und Drehbuchautor
- Burkhard Hennen, Gründer von Jazz-Festivals und Jazz-Produzent
- Bernhard Hörning, Professor für ökologische Tierhaltung
- Hanns Dieter Hüsch, Kabarettist
- Tim Isfort, Musiker und Produzent
- Simon Krivec, Apotheker, Dopingforscher
- Hans-Georg Lenzen, Illustrator, Übersetzer
- Hermann Mandel, Theologe, verkündete während des Nationalsozialismus eine Rassenseelenkunde
- Maren Meinert, Fußballnationalspielerin
- Jürgen Neffe, Wissenschaftsjournalist, Verfasser einer Einstein-Biografie und zu Charles Darwin (Das Abenteuer des Lebens)
- Hermann Pauly (1870–1950), Chemiker
- Johannes Quasten, katholischer Theologe und Patrologe
- Detlef Raabe, Jurist und Gewerkschaftssekretär
- Jürgen Renn, Physiker und Wissenschaftshistoriker
- Ralph Schicha, Sänger und Schauspieler
- Jürgen Schmude, ehemaliger Bundesminister und Präses der Synode der EKD
- Karl Terheyden (1916–1995), Kapitän und Nautiklehrer
- Gerhard Tersteegen, evangelischer Liederdichter
- Christian Töns, Chirurg
- Gerhard Vowe, Politik- und Medienwissenschaftler
- Herman Weigel, Filmproduzent und Drehbuchautor
- Timo Wess, Hockey-Nationalspieler
- Klaus Zumwinkel, ehemaliger Manager und Vorstandsvorsitzender der Deutsche Post AG sowie der Quelle AG